# Калеты (Гродненская область)
Калеты (бел. Кале́ты) — деревня в Гродненском районе Гродненской области Беларуси. В составе Сопоцкинского сельсовета.

## География
Расположена на реке Шлямица в 30 км к северо-западу от Гродно, вблизи стыка границ Беларуси, Литвы, Польши.

## История
В составе БССР с 1945 года, согласно советско-польскому договору об определении новой границы.
До 1 августа 1966 года деревня входила в состав Соницкого сельсовета.

## Население
- 1999 год — 70 жителей (перепись населения)
- 2009 год — 50 жителей (перепись населения)[3]

## Достопримечательности
- Католическая часовня (1994 год)

## В культуре
В 2010 году режиссёр Артём Лобач снял в деревне документальный фильм «Калеты».